# Muzeum Historyczne Miasta Tarnobrzega
Muzeum Historyczne Miasta Tarnobrzega – muzeum regionalne i historyczne założone w 1991 roku.

## Historia
Muzeum powstało w 1991 roku dzięki staraniom Adama Wójcika i Towarzystwa Przyjaciół Tarnobrzega. Od 1992 jest samorządową jednostką kultury. W latach 1991–2011 główną siedzibą Muzeum był dawny spichlerz dworski. Obecnie główna siedziba przeniesiona została do Zamku Dzikowskiego. W spichlerzu w 2013 roku urządzono Muzeum Polskiego Przemysłu Siarkowego.
Muzeum w swym zamierzeniu nie tylko przedstawia historię Tarnobrzega, ale jest także próbą rekonstrukcji dawnych zbiorów dzikowskich.
Muzeum organizuje wiele wystaw, do tej pory zorganizowano w nim między innymi wystawę na temat Jędrusiów; w 1998 roku w muzeum eksponowany był rękopis Pana Tadeusza.